# Nicole Vuk
Nicole Vuk (* 7. Februar 1995 in Pforzheim) ist eine ehemalige kroatische Fußballnationalspielerin.

## Leben

### Fußballkarriere

#### Im Verein
Vuk startete ihre Karriere in der Jugend des FC Germania Brötzingen. Sie durchlief sämtliche Mannschaften beim FC Germania. Im Juni 2011 wechselte sie von Germania Brötzingen zur TSG 1899 Hoffenheim. Mit Hoffenheims B-Juniorinnen wurde sie 2012 Deutsche Meisterin und wurde im Frühjahr 2013 als dritte Torhüterin in die erste Mannschaft befördert. Mit ersten Mannschaft der TSG 1899, stieg sie im Sommer 2013 in die Frauen-Bundesliga auf. Zu Einsätzen in der ersten Mannschaft kam sie in diesem Zeitraum jedoch nicht; auch, weil sie aufgrund eines im Oktober 2012 erlittenen Kreuzbandrisses über ein Jahr pausieren musste. Ab Sommer 2013 wurde sie in die zweite Mannschaft versetzt, für die sie in der Regionalliga Süd in drei Spielen zum Einsatz kam. Am 18. Juli 2014 wechselte sie von der TSG 1899 Hoffenheim zum Bundesliga-Absteiger VfL Sindelfingen. Im Sommer 2015 beendete sie aufgrund anhaltender Kniebeschwerden ihre aktive Spielerkarriere.

#### Nationalmannschaft
Sie wurde 2009 erstmals in die U15-Mannschaft des Deutschen Fußball-Bundes berufen. Aufgrund der fehlenden Staatsbürgerschaft verließ sie 2010 den DFB und spielte mit 16 Jahren in zwei Länderspielen für die kroatische U-19-Nationalmannschaft. Beim EM-Qualifikationsturnier in Umag konnte sie in zwei Spielen ihr Tor sauber halten und wurde anschließend erstmals für einen Lehrgang in die kroatische A-Nationalmannschaft berufen. Dort absolvierte sie am 15. Mai 2011 bei einem 1:1-Unentschieden gegen die Ungarn ihr A-Länderspieldebüt. Seitdem lief sie in 16 Länderspielen für den kroatischen Verband auf (Stand: 4. Juni 2015).

### Handballkarriere
Neben ihrer aktiven Fußballkarriere spielte sie als Rückraumspieler ab dem sechsten Lebensjahr für den TGS Pforzheim. Seit 2010 lief sie auf der gleichen Position neben ihrer Fußballseniorenkarriere für die A-Jugend des SG Heidelsheim/Helmsheim auf.

## Persönliches
Nachdem sie das Reuchlin-Gymnasium in Pforzheim besuchte, begann Vuk nach ihrem Wechsel nach Sindelfingen, ihr Abitur-Jahr am Wirtschaftsgymnasium Fritz-Erler-Schule Pforzheim.